# 전경선 (1965년)
전경선(全敬善, 1965년 4월 8일~)은 대한민국의 정치인이다. 전라남도의 목포시의회의 시의원을 지냈으며, 현재 전라남도의회의 도의원이다.

## 학력
- 대불대학교 관광영어학과 학사

## 경력
- 목포라이온스클럽 회장
- 국제라이온스협회 355-B2지구 제1지역 부총재
- 2006.07 ~ 2010.06: 제8대 목포시의회 의원
- 2010.07 ~ 2014.04: 제9대 목포시의회 의원
- 재목신안군청년회장
- 더불어민주당 전라남도당 부위원장
- 2018.07 ~ 2022.06: 제11대 전라남도의회 의원
- 2022.07 ~ : 제12대 전라남도의회 의원
  - 2022.07 ~ : 제12대 전라남도의회 전반기 부의장
  - 2022.07 ~ : 제12대 전라남도의회 전반기 기획행정위원회 위원
- 2022.10 ~ : 더불어민주당 전라남도당 홍보소통위원장

## 역대 선거 결과
|  | 23.97% |

|  | 25.11% |

|  | 41.08% |

|  | 69.12% |

|  | 0% |